# Subito
Subito (italiensk: pludselig) bruges i musik for at angive, at en ændring sker pludseligt i modsætning til gradvist, fx "subito piano" (pludseligt svagt) i modsætning til decrescendo (gradvist svagere).
Se også: Italienske og franske musikudtryk